# Crépol
Crépol est une commune française rurale située dans le département de la Drôme, en région Auvergne-Rhône-Alpes.
Ses habitants sont dénommés les Crépolois.

## Géographie

### Localisation
Crépol est située dans la Drôme des collines, en France, à l'entrée de la haute vallée de l'Herbasse, à 17 km au nord de Romans-sur-Isère et à 11 km au nord-est de Saint-Donat-sur-l'Herbasse.

### Communes limitrophes
| Montchenu              | Saint-Christophe-et-le-Laris | Valherbasse          |
|                        | Crépol                       | Saint-Laurent-d'Onay |
| Charmes-sur-l'Herbasse | Margès / Arthemonay          | Le Chalon            |

### Relief et géologie
Sites particuliers :
- Combe Dandré ;
- Combe Montmayoux ;
- Combe Raynaud.

### Hydrographie
La commune est arrosée par l'Herbasse et ses affluents, la Limone, le Voisel et le ruisseau du Bresson.

### Climat
Pour des articles plus généraux, voir Climat d'Auvergne-Rhône-Alpes et Climat de la Drôme.
En 2010, le climat de la commune est de type climat méditerranéen altéré, selon une étude du CNRS s'appuyant sur une série de données couvrant la période 1971-2000. En 2020, Météo-France publie une typologie des climats de la France métropolitaine dans laquelle la commune est exposée à un climat de montagne ou de marges de montagne et est dans la région climatique  Moyenne vallée du Rhône, caractérisée par un bon ensoleillement en été (fraction d’insolation > 60 %), une forte amplitude thermique annuelle (4 à 20 °C), un air sec en toutes saisons, orageux en été, des vents forts (mistral), une pluviométrie élevée en automne (250 à 300 mm).
Pour la période 1971-2000, la température annuelle moyenne est de 11,6 °C, avec une amplitude thermique annuelle de 17,6 °C. Le cumul annuel moyen de précipitations est de 993 mm, avec 9,1 jours de précipitations en janvier et 6 jours en juillet. Pour la période 1991-2020, la température moyenne annuelle observée sur la station météorologique de Météo-France la plus proche, « Saint-Christophe-L_sapc », sur la commune de Saint-Christophe-et-le-Laris à 4 km à vol d'oiseau, est de 11,9 °C et le cumul annuel moyen de précipitations est de 1 004,4 mm,. Pour l'avenir, les paramètres climatiques de la commune estimés pour 2050 selon différents scénarios d'émission de gaz à effet de serre sont consultables sur un site dédié publié par Météo-France en novembre 2022.

## Urbanisme

### Typologie
Au 1er janvier 2024, Crépol est catégorisée commune rurale à habitat dispersé, selon la nouvelle grille communale de densité à 7 niveaux définie par l'Insee en 2022.
Elle est située hors unité urbaine. Par ailleurs la commune fait partie de l'aire d'attraction de Romans-sur-Isère, dont elle est une commune de la couronne,. Cette aire, qui regroupe 30 communes, est catégorisée dans les aires de 50 000 à moins de 200 000 habitants,.

### Occupation des sols
Crépol est une commune rurale. L'occupation des sols, telle qu'elle ressort de la base de données européenne d’occupation biophysique des sols Corine Land Cover (CLC), est marquée par l'importance des territoires agricoles (77,2 % en 2018), une proportion identique à celle de 1990 (77,2 %). La répartition détaillée en 2018 est la suivante :
terres arables (38 %), prairies (23,1 %), forêts (22,8 %), zones agricoles hétérogènes (16,1 %). L'évolution de l’occupation des sols de la commune et de ses infrastructures peut être observée sur les différentes représentations cartographiques du territoire : la carte de Cassini (XVIIIe siècle), la carte d'état-major (1820-1866) et les cartes ou photos aériennes de l'IGN pour la période actuelle (1950 à aujourd'hui).

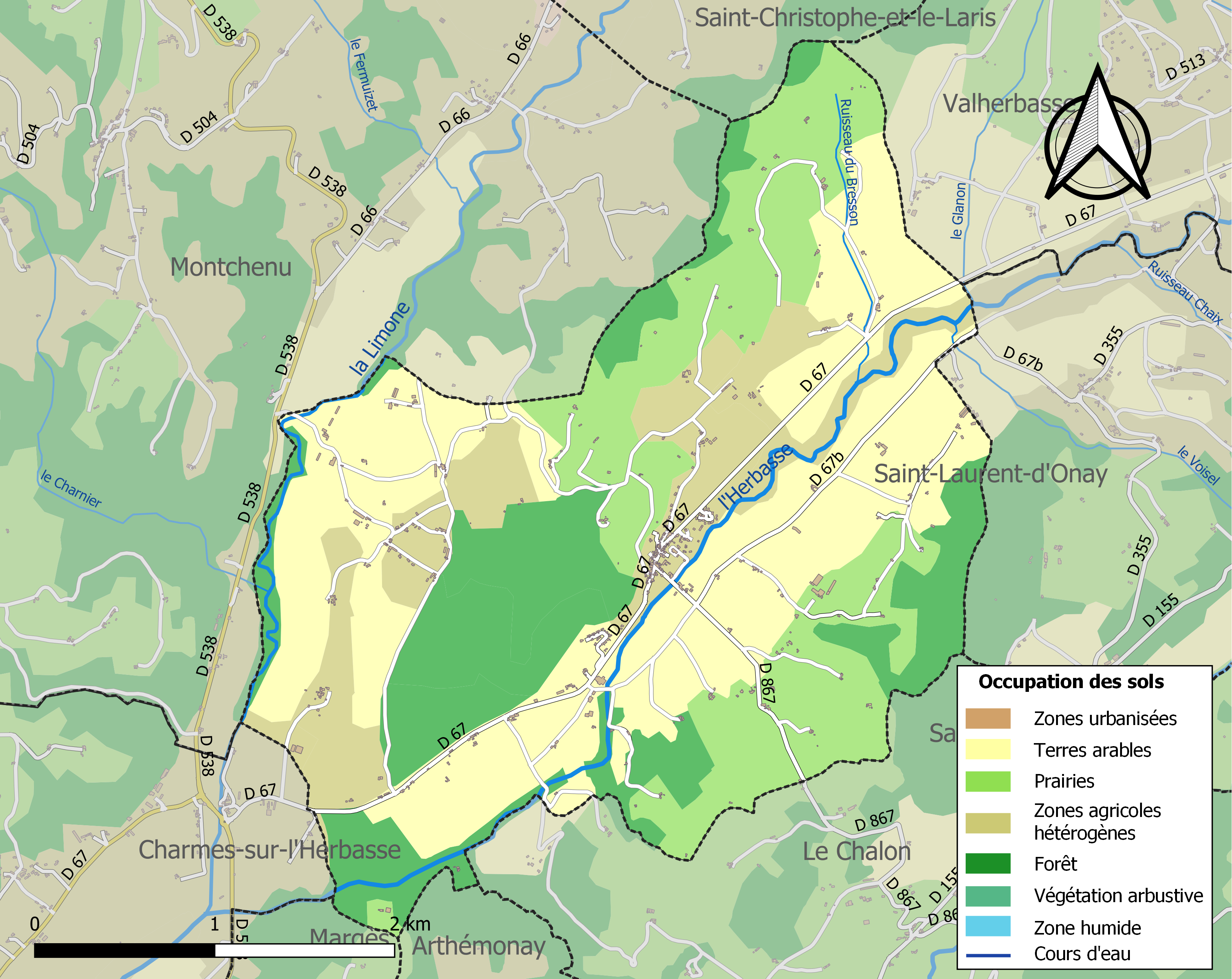
Carte des infrastructures et de l'occupation des sols de la commune en 2018 (CLC).

### Lieux-dits, hameaux et écarts
Site Géoportail (carte IGN) :
- Beaulieu
- Bèze
- Bois communal du Chalon
- Bois de Bèze
- Cabinières
- Chabrilland
- Chaloy
- Chapay
- Clamot
- Garat
- la Garenne
- le Gat
- les Barbarus
- les Bourdognes
- les Essarts
- les Faures
- les Grands Chanteux
- les Granges et les Thomas
- les Guignons
- les Miannes
- les Milliards
- les Petits Chanteux
- les Raynauds
- les Rogières
- les Routes
- les Seiglières
- les Tisserands
- les Vanauds
- Mont Charbon
- Mont de Véroux
- Nanières
- Péricot
- Perrot et les Gauds
- Saint-Laurent

Anciens quartiers, hameaux et lieux-dits :
- l'Annerie est un quartier attesté en 1891. Il était dénommé L'Asnerie en 1672 (parcellaire)[13].

## Toponymie

### Attestations
Dictionnaire topographique du département de la Drôme :
- 1030 : mention du mandement : mandamentum de Crispio (cartulaire de Romans, 19 bis).
- Vers 1050 : mention de l'église Saint-Étienne : ecclesia Sancti Stephani, que est sita juxta castrum de Crispio (cartulaire de Romans, 164).
- 1097 : Crispo (cartulaire de Romans, 184 bis).
- 1098 : Crispio (cartulaire de Romans, 224).
- 1100 : mention de l'église Saint-Étienne : ecclesia Sancti Stephani de Crespio (cartulaire de Romans, 165).
- 1196 : Crespo (cartulaire de Romans, 371).
- 1203 : castellum de Crespolo (Gall. christ., XVI, 38).
- 1241 : castrum de Crespol (actes capit. de Vienne, 80).
- 1283 : mention du mandement : mandamentum de Crepolo (actes capit. de Vienne, 80).
- 1328 : Creypol (actes capit. de Vienne, 111).
- 1328 : mention du mandement : mandamentum de Creypol (actes capit. de Vienne, 80).
- 1360 : castrum Crispoli (choix de documents, 197).
- 1360 : mention de l'église Saint-Étienne : ecclesia Sancti Stephani de Crispolo (archives de la Drôme, E 3584).
- XIVe siècle : mention de la paroisse : capella de Crepol (pouillé de Vienne).
- (non daté) : Creypol (inventaire de Pons).
- 1425 : castrum Crispolii (inventaire de Pons, 295).
- 1460 : Creppolis (archives de la Drôme, E 2140).
- 1492 : Chrispoli (archives de la Drôme, E 3814).
- XVe siècle : Crespou (terrier de Parnans).
- 1521 : mention de la paroisse : ecclesia Crespoli (pouillé de Vienne).
- 1585 : Crespoul (archives de la Drôme, E 3814).
- 1787 : mention de l'église Saint-Étienne : Saint-Étienne de Crépol (archives de la Drôme, B 1592).
- 1891 : Crépol, commune du canton de Romans.

## Histoire

### Préhistoire et protohistoire
Présence d'un oppidum (au dessus du village, à l'ouest).

### Antiquité: les Gallo-romains
Présence d'un temple de Vénus à la place de la chapelle Saint-Roch[réf. nécessaire].

### Du Moyen Âge à la Révolution
Les maisons anciennes sont construites en galets et en molasse dont certaines sont aujourd'hui restaurées dans la tradition.
La seigneurie (appelée quelquefois baronnie) avait la même étendue que celle de la communauté :
- Au point de vue féodal, la terre (ou seigneurie) est une possession des Clermont (Maison de Clermont-Tonnerre).
- 1203 : elle est hommagée à l'église archiépiscopale de Vienne.
- Vers 1700 : vendue par les Clermont-Chatte à Joachim de Mistral.
- La terre passe (par mariage de la fille unique de Joachim) aux Emé de Marcieu, derniers seigneurs.

Avant 1790, Crépol était une communauté de l'élection et subdélégation de Romans et du bailliage de Saint-Marcellin, comprenant les deux communes actuelles du Chalon et de Crépol.

Elle formait trois paroisses du diocèse de Vienne : Le Chalon, Crépol et Montdeveroux. La paroisse de Crépol, en particulier, dont l'église était dédiée à saint Étienne, avait le chapitre de Romans pour collateur et pour décimateur.
Le mandement de Crépol avait la même étendue que la communauté de ce nom.

### De la Révolution à nos jours
En 1790, la commune de Crépol est comprise dans le canton de Montmiral. La réorganisation de l'an VIII (1799-1800) la fait entrer dans celui de Romans.
En 1854, Le Chalon est dissocié pour former une commune distincte.

#### Mort de Thomas Perotto
Dans la nuit du 18 au 19 novembre 2023, lors d'un bal organisé dans la commune, une bagarre éclate entre jeunes de Romans-sur-Isère et de jeunes habitants de Crépol. Cela dégénère en affrontement avec notamment des insultes racistes qui fusent des deux côtés. Certains jeunes de Romans-sur-Isère sont armés de couteaux, et blessent gravement plusieurs personnes, dont un vigile qui voulait s’interposer. Au lendemain de l'attaque, on déplore un mort, Thomas Perotto âgé de 16 ans, ainsi que seize blessés, dont deux en urgence absolue,. Ce drame a causé une émotion nationale qui s'est traduite par une minute de silence à l'Assemblée nationale en mémoire de Thomas Perotto.

## Politique et administration

### Liste des maires
| Période                                  | Période                    | Identité           | Étiquette | Qualité      |
| ---------------------------------------- | -------------------------- | ------------------ | --------- | ------------ |
| Les données manquantes sont à compléter. |                            |                    |           |              |
| 2001                                     | 2014                       | Jean-Claude Burcet |           |              |
| 2014 (Réélue en 2020)                    | En cours (au 4 avril 2021) | Martine Lagut      |           | Agricultrice |

## Population et société

### Démographie
L'évolution du nombre d'habitants est connue à travers les recensements de la population effectués dans la commune depuis 1793. Pour les communes de moins de 10 000 habitants, une enquête de recensement portant sur toute la population est réalisée tous les cinq ans, les populations de référence des années intermédiaires étant quant à elles estimées par interpolation ou extrapolation. Pour la commune, le premier recensement exhaustif entrant dans le cadre du nouveau dispositif a été réalisé en 2005.

En 2022, la commune comptait 527 habitants, en évolution de −6,06 % par rapport à 2016 (Drôme : +2,64 %, France hors Mayotte : +2,11 %).
| 1793 | 1800 | 1806  | 1821 | 1831 | 1836 | 1841  | 1846  | 1851  |
| ---- | ---- | ----- | ---- | ---- | ---- | ----- | ----- | ----- |
| 780  | 571  | 1 485 | 841  | 983  | 983  | 1 078 | 1 041 | 1 087 |

| 1856 | 1861 | 1866 | 1872 | 1876 | 1881 | 1886 | 1891 | 1896 |
| ---- | ---- | ---- | ---- | ---- | ---- | ---- | ---- | ---- |
| 784  | 835  | 813  | 789  | 781  | 718  | 699  | 717  | 676  |

| 1901 | 1906 | 1911 | 1921 | 1926 | 1931 | 1936 | 1946 | 1954 |
| ---- | ---- | ---- | ---- | ---- | ---- | ---- | ---- | ---- |
| 669  | 681  | 659  | 564  | 524  | 518  | 510  | 521  | 469  |

| 1962 | 1968 | 1975 | 1982 | 1990 | 1999 | 2005 | 2006 | 2010 |
| ---- | ---- | ---- | ---- | ---- | ---- | ---- | ---- | ---- |
| 421  | 430  | 341  | 374  | 424  | 470  | 478  | 473  | 521  |

| 2015 | 2020 | 2022 | - | - | - | - | - | - |
| ---- | ---- | ---- | - | - | - | - | - | - |
| 551  | 532  | 527  | - | - | - | - | - | - |

### Manifestations culturelles et festivités
- Fête communale : premier dimanche de mai[24].
- En mai a lieu la fête de l’épouvantail[réf. nécessaire].
- Fête patronale (ou votive) : le premier dimanche de septembre[24],[25].
- Fête champêtre du bois de Bourdogne : le troisième dimanche de septembre[24].
- Des concerts ont lieu chaque été à la chapelle Saint-Roch[réf. nécessaire].

### Enseignement
La commune relève de l'académie de Grenoble.

### Médias

#### Presse écrite
Plusieurs journaux sont distribués dans les réseaux de presse desservant la commune :
- Le Dauphiné libéré est un journal quotidien de la presse écrite française régionale distribué dans la plupart des départements de l'ancienne région Rhône-Alpes, notamment l'Ardèche. La commune est située dans la zone d'édition d'Annonay-Nord-Ardèche[26].
- L'Impartial de la Drôme (hebdomadaire local).
- Drôme Hebdo (anciennement Peuple Libre) (hebdomadaire local).
- L'Agriculture drômoise (hebdomadaire agricole et rural).

#### Presse audio-visuelle
La commune est située sur l'aire de diffusion de Ici Drôme Ardèche, une radio publique également diffusée sur tout le territoire du département de la Drôme et de l'Ardèche.

### Cultes
La communauté catholique et l'église paroissiale (propriété de la commune) sont rattachées à la paroisse Notre Dame des Collines de l’Herbasse, elle-même relevant du diocèse de Valence.

## Économie

### Agriculture
En 1992 : pâturages (bovins), céréales, porcins.

## Culture locale et patrimoine

### Lieux et monuments

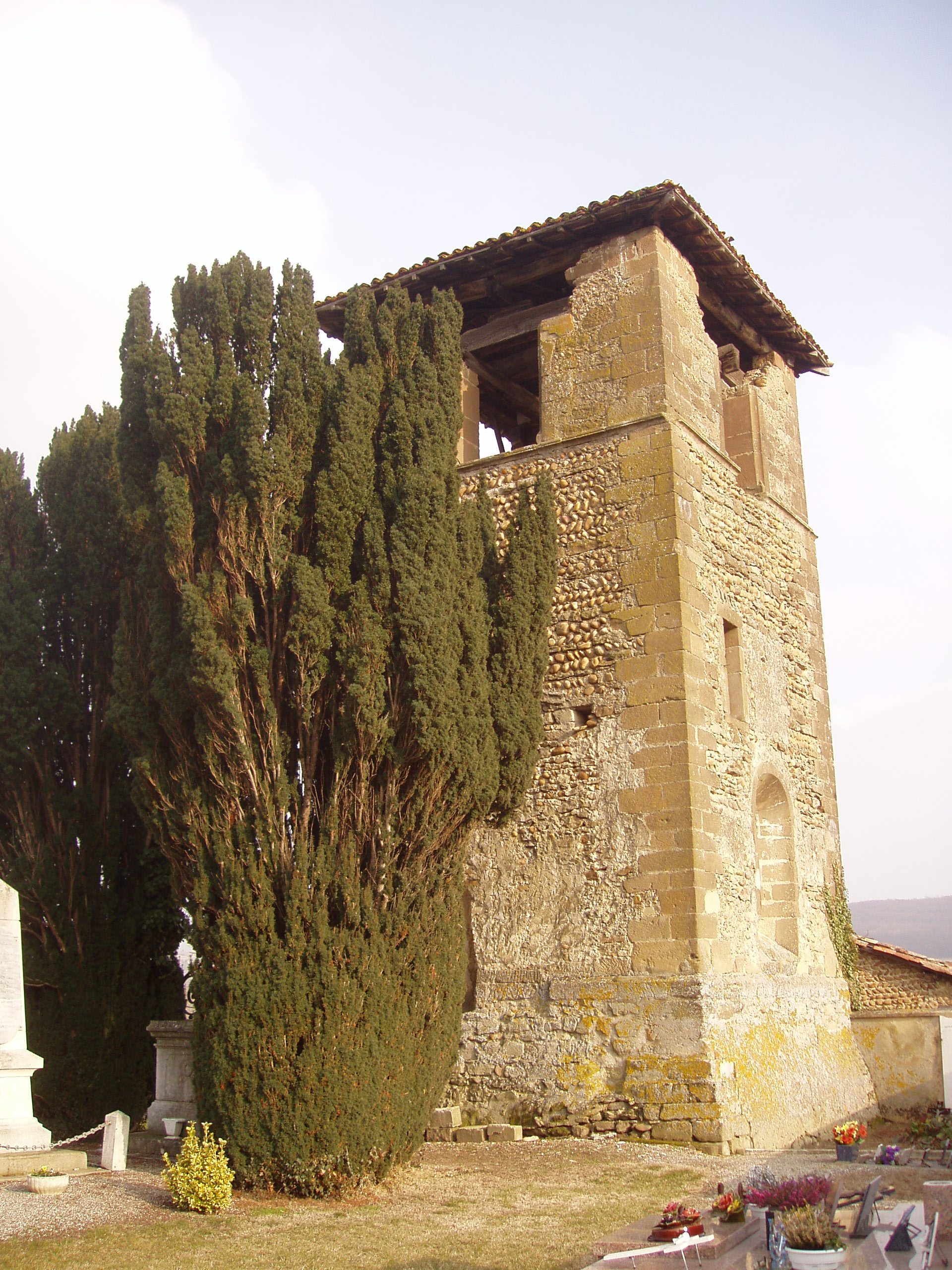
Tour-clocher de Crépol.

- Ruines du château vieux qui daterait de 1057. Il n'en reste aujourd'hui que la motte sur laquelle il était construit[28].
- Tour-clocher de Crépol de l'ancienne église Saint-Étienne dite « Tour du cimetière » : fresques du XVe siècle) sur la voûte et les parois ; sont représentées, entre autres, sainte Madeleine et l'arbre de Jessé[29]). Elle a été classée au titre des monuments historiques en 1956[30]. Il ne reste de cette église que la chapelle seigneuriale Saint-Jean-Baptiste à la base de la tour-clocher[réf. nécessaire].

Les peintures murales du XVe siècle sont de style germanique.
Une nouvelle église, construite en 1889, abrite un retable Renaissance[réf. nécessaire].
- Chapelle Saint-Roch, du mont de Véroux (retable du XVe siècle). Elle a été construite à l'emplacement d'un temple de Vénus de l'époque romaine, et était initialement dédiée à saint André. Son saint patron a changé lors de l'épidémie de choléra de 1831-1832, saint Roch s'étant fait connaître pour ses soins aux pestiférés de Rome au XIVe siècle. Il s'agit d'un édifice au chevet roman surmonté d'un clocher. Il est fait mention de la chapelle dans les archives dès 1050. La nef fut reconstruite après les Guerres de Religion à la fin du XVIe siècle[réf. nécessaire].
- Église Saint-Étienne de Crépol, composite : Vierge à l'Enfant en bois doré, retable (objet classé)[24].
- Château construit en 1619 par la famille Clermont-Chatte, autrefois lieu de rendez-vous de chasse. C'est aujourd'hui une propriété privée[réf. nécessaire].

Château renaissance dans une enceinte du XVIIe siècle.

### Patrimoine naturel
- Nombreuses grottes[1].